# Dibrachys confusus
Dibrachys confusus är en stekelart som först beskrevs av Girault 1916.  Dibrachys confusus ingår i släktet Dibrachys och familjen puppglanssteklar. Inga underarter finns listade i Catalogue of Life.